# Bythinella servainiana
Bythinella servainiana е вид коремоного от семейство Hydrobiidae.

## Разпространение и местообитание
Видът е разпространен във Франция.
Обитава крайбрежията на сладководни басейни.